# Chapelle Notre-Dame-de-Bon-Secours de Saint-Joachim
La chapelle Notre-Dame de Bon Secours, dite aussi « chapelle des marins », est un lieu de culte catholique situé à Saint-Joachim dans le département français de Loire-Atlantique.
Ce petit oratoire est à l'origine de la constitution du bourg de la commune de Saint-Joachim. Il perpétue toujours le souvenir de l'importance des activités traditionnelles de navigation et de construction de bateaux en Brière. Cet édifice modeste construit en 1761 est le plus ancien de la commune et le premier à avoir été couvert en ardoises. Propriété de la commune de Saint-Joachim, celle-ci a délégué à l'association culturelle locale « La Pierre chaude » le soin de la présenter au public et de la faire vivre.

## Histoire
En 1761, un petit oratoire a été construit au milieu des terres cultivées de la "grande île" (actuelle île de Pandille sur la commune de Saint-Joachim).
Le 1er juin 1762 a été bénie par nous, recteur de la paroisse de Montoir, une petite chapelle de la Vierge, près de cette église succursale de Saint Joachim sous l'invocation de Notre-Dame de Bon Secours.
La dédicace de l'édifice dit sa vocation maritime : Notre-Dame de Bon Secours est la Sainte Patronne des gens de mer. Sa construction résulte de la volonté commune des habitants et de la dévotion des marins et de leur famille très nombreux dans les îles de Brière. Cette chapelle est donc une réalisation collective et leur propriété commune.
La chapelle dépendait de la paroisse de Montoir jusqu'à la création de la commune de Saint-Joachim en 1790. L'édifice échappera aux destructions révolutionnaires de 1793. Le bourg de la commune se constituera au XIXe siècle autour de la chapelle Notre-Dame du Bon Secours  : mairie, écoles, poste s'implanteront à proximité du petit oratoire.
Jusque vers 1972, la mairie continua d'entretenir ce petit monument, en liaison avec les derniers bénévoles qui en assuraient le soin quotidien et maintenaient la porte ouverte. Le changement de génération plongea peu à peu le monument dans l'oubli et l'abandon jusqu'en 1986. Une association créée en 1988 "La Pierre chaude" se mobilisa pour éviter sa démolition et assure depuis 1994 sa présentation au public.

## Description
L'édifice est modeste dans ses proportions : 5,22 mètres (16 pieds du Roi) par 3,27 mètres (10 pieds), d'une surface de moins de 30 m² hors œuvre. La hauteur au pignon est de 4,05 mètres. Les murs sont élevés en moellons de grès enduits de chaux, les faîtages des pignons sont en calcaire dur. La toiture de la chapelle est couverte en ardoises.
Dans son implantation, l'édifice respecte la règle du droit canon quant à son orientation, le portail regarde vers l'Est, le levant, et le chœur est à l'Ouest, au couchant.
À l'intérieur du sanctuaire, une petite nef unique dont  la décoration revêt une dominante bleue azur : grille basse de communion (chancel) délimitant le chœur, boiseries et lambris. Un autel en bois est adossé au pignon Ouest. Son tabernacle est surmonté d'une statue de Notre-Dame de l'Immaculée conception (XIXe siècle). Un bateau suspendu dans la chapelle et des ex-votos rappellent encore la dévotion autant pour les marins que pour la batellerie fluviale.
La table de communion est inscrite comme objet mobilier au titre des monuments historiques par arrêté du Préfet de Loire-Atlantique depuis le 6 juillet 1990.

## Sauvetage
Un projet de réaménagement des bâtiments jouxtant la chapelle Notre-Dame du Bon secours en 1986 prévoyait sa démolition. Un mouvement d'opposition citoyenne structuré autour d'une association culturelle locale « La Pierre chaude » a permis de mobiliser , de faire évoluer le projet et d'en obtenir sauvegarde et mise en valeur. Cette association a reçu les clefs de ce petit bâtiment en 1994 et en a assuré la restauration complète. Elle fait depuis vivre la chapelle en la présentant au public.